# Сосновый (приток Ижака)
Сосновый — река в России, протекает по Зейскому району району Амурской области. Длина реки — 1й км.
Начинается северо-западнее высоты 483 м вблизи верховий реки Орогли. Течёт в северо-западном направлении по заболоченной лиственничной тайге. Впадает в Ижак справа в 52 км от его устья.

## Данные водного реестра
По данным государственного водного реестра России относится к Амурскому бассейновому округу, речной бассейн реки Амур, речной подбассейн реки — Зея, водохозяйственный участок реки — Зея от истока до Зейского гидроузла.
Код объекта в государственном водном реестре — 20030400112118100025456.